# Kaiser Jeep
Kaiser Jeep був результатом злиття в 1953 році Kaiser Motors, незалежного виробника легкових автомобілів, що базується у Віллоу-Ран, штат Мічиган, з компанією Willys-Overland Company, розташованою в Толідо, штат Огайо.
До Другої світової війни Willys-Overland був другим за величиною виробником автомобілів у США після Форда, але в 1930-х роках їхній успіх пішов на спад. Willys вижив під час війни, отримавши первинний контракт на виготовлення американських джипів другої світової війни для американських збройних сил і збройних сил союзників. З 1945 року компанія Willys зосередилася майже виключно на продажі автомобілів марки Jeep, як цивільних/комерційних, так і урядових/військових джипів.
Для Kaiser бренд Jeep та його моделі вважалися перлиною корони злиття з Willys-Overland, і в 1955 році Kaiser припинив усі лінійки легкових автомобілів Kaiser і Willys, а Kaiser (спочатку все ще під назвою Willys Motors) стала повністю зосереджена на продукції Jeep на більшості ринків. У 1963 році компанія об'єднала всі корпоративні холдинги під назвою Kaiser Jeep Corporation, відкинувши назву Willys.
Після цього American Motors Corporation (AMC) вступила в переговори з Kaiser Jeep про купівлю компанії. Угода була завершена в 1970 році, і Kaiser Jeep стала "Jeep Corporation", дочірньою компанією, що повністю належить AMC.